# فيليم بلاو
فيليم يانسون بلاو (بالهولندية: Willem Janszoon Blaeu) هو عالم خرائط وصانع أطالس وناشر هولندي. 

## السيرة الذاتية
ولد ويليم بلاو في آوتخيست، أو ألكمار. لبائع أسماك غني، وكان جاهزاً للنجاح في مكان والده فالتجارة، ولكن تطلعاته للرياضيات و علم الفلك كانت أكثر. بينما كان طالباً لدى عالم الفلك الدنماركي تيخو براهي  بين الأعوام 1594 و 1596 تأهل كصانع الأدوات و الكرة الأرضية[2]. في عام 1600 اكتشف النجم المعروف الآن ببي الدجاجة

## روابط خارجية
- ويليم بلاو على موقع الموسوعة البريطانية (الإنجليزية)